# 松戈杜巴科雷
松戈杜巴科雷（法語：Songo-Doubacoré），是馬里的城鎮，位於該國南部，由錫卡索區的庫蒂亞拉省負責管轄，面積232平方公里，海拔高度303米，2009年人口14,007，人口密度每平方公里60人。